# Spiochaetopterus nonatoi
Spiochaetopterus nonatoi är en ringmaskart som beskrevs av Bhaud och Petti 200. Spiochaetopterus nonatoi ingår i släktet Spiochaetopterus och familjen Chaetopteridae. Inga underarter finns listade i Catalogue of Life.